# 繊維補強コンクリート
繊維補強コンクリート（せんいほきょうコンクリート、Fiber Reinforced Concrete）は、合成繊維や鋼繊維などをコンクリートに複合したコンクリート材。しばしば、FRC（エフ・アール・シー）と略される。連続繊維を織物として巻き付けたり貼り付けたりして補強されたものを「連続繊維補強コンクリート」、数ミリから数センチに短く切った短繊維を混入して補強されたものを「短繊維補強コンクリート」と呼ぶ。

## 概要

### 特徴
コンクリートには圧縮力に強く引張力に弱く、また延性に極めて乏しいという特性がある。また硬化の進行や乾燥などにより体積が収縮する。これらコンクリートの持つ本来の性質や、外力によって与えられた引張力によってコンクリートに変形が生じてひび割れを発生、その後ひび割れ幅が拡大し、水分、塩分などの浸入によって内部の鉄筋の腐食を生じるなどの問題が発生する。繊維補強コンクリートは、コンクリートにひび割れが発生した後、補強繊維がひび割れ面間をつなぎとめることによって引張力を制御するものである。プレストレスト・コンクリートはあらかじめ与えられた圧縮力によって引張力によるひび割れの発生を抑制するものであるが、想定以上のひずみ（変形）によってひび割れが発生してしまった場合には効果が発揮されないのに対し、繊維補強コンクリートはひび割れ発生後にその効果を発揮する点が特徴である。
鉄筋コンクリートも引張力によるひび割れを抑制するが、繊維補強コンクリートは、連続繊維による補強ではコンクリートの表面、短繊維による補強では繊維がコンクリート中に均一に存在するために鉄筋の外側を覆うかぶりコンクリートの剥落を抑制することができる。ただし他の特殊コンクリートと同様、コストもそれなりにかかる。
繊維補強コンクリートはひび割れが発生した後にその効果を発揮するため、トンネルや橋脚、橋梁など土木建造物の剥落防止対策や、ひび割れの抑制などを目的に用いられることが多い。さらに、補強繊維の使用量を多くすると鉄筋、鉄骨などで補強されたコンクリートに匹敵する、場合によっては凌駕する最大応力や変形性能を示すようになり、繊維補強コンクリートが鉄筋コンクリートの代替として用いられることもある。
鉄筋コンクリートは鉄筋をかご状に組み立てて製造されるため、鉄筋の加工（切断、曲げ、結束、溶接）等に多くの工数を要する。鉄筋コンクリートと同等、またはそれ以上の性能を示す短繊維補強コンクリートを用いると、鉄筋そのもの、および鉄筋の加工工程が省略できることによってコストや工期の大幅短縮が図れる点は大きな特徴である。
内装、外装に用いられる左官モルタルには、だれ防止の目的でごく少量の短繊維が混入されているものがある。昔の土壁などにはしばしば短く切った藁を混ぜた粘土が用いられていたが、材料は違えども、短繊維補強コンクリートと同様の考え方に基づくものであるといえよう。
繊維補強コンクリートは一般的に引張力に抗することを目的として使用されることが多いが、コンクリートの打設後に生じるブリージングや磨耗を抑制する効果も期待できる。
高強度コンクリートにおいては、内部の空隙を少なくすることで高い圧縮強度を実現しているが、そのため火災などで高温を受けた際に内部の水分が気化膨張して爆裂を生じ、構造物の強度を損ねる現象が生じる。そこで、高温環境下で分解する合成繊維を少量添加し、高強度コンクリート内部に空隙を生じさせることによって気化膨張した水分の逃げ道を生じて内部圧力の増大を防ぎ、爆裂を防止する対策がとられることがある。

### 補強繊維
補強繊維としては、鋼（鉄）を削ったり引き伸ばしたりして製造される鋼繊維や、炭素繊維、アラミド繊維、ポリプロピレン、ポリエチレンなどのポリオレフィン繊維、ビニロン繊維などの、比較的強度、弾性率の高い合成繊維がよく使用される。
補強繊維の使用量は目的によって様々である。連続繊維補強コンクリートにおいては、織物状やシート状に成形した連続繊維をコンクリート部材表面に貼り付ける方法が一般的である。そのため、目的とする補強の方向と繊維方向が揃うように貼り付けなければ設計どおりの補強効果を得ることができない。また貼り付ける織物やシートの密度の変更や、枚数の増減などによって、補強の度合いを変えることができる。連続繊維の貼り付けには、一般的にエポキシ系接着剤などが用いられる。
一方短繊維補強コンクリートにおいては、製造するコンクリート製品や部材の成形方法に影響を受けるが、原理的に繊維方向が均一になりにくく、全方向の補強が可能である。そのため、特定方向のみの補強では十分でない用途において有効な補強方法である。反面、連続繊維による補強に比べて特定方向への応力に対して補強効率が低いともいえる。短繊維補強コンクリートにおける補強繊維の添加量も、目的によって様々である。一般的には最大3体積%程度が上限とされるが、これは、短繊維を混入量が増加することによってフレッシュコンクリートの流動性が低下していくためである。ただし、ガラス繊維補強セメントや化粧スレートなどのように特殊な製造方法によって3体積%を超える短繊維が添加されている製品も存在する。

### 製造方法
繊維補強コンクリートの製造方法は多岐にわたる。

## 用途
- 橋梁、トンネルなどの剥落防止
- 舗装
- 暗渠
- モルタル壁
- カーテンウォール
- 土間
- スレート
- 柱、梁、耐震壁
- 法面保護コンクリート
- コンクリートの爆裂防止